# Limonium ovalifolium
Espèce
Classification phylogénétique
Le (ou la) statice à feuilles ovales ou saladelle à feuilles ovales (Limonium ovalifolium) est une plante herbacée vivace de la famille des Plumbaginaceae.

## Synonyme
- Statice ovalifolia, Poir.

## Description
C'est une plante basse, glabre, aux feuilles en rosette et aux fleurs violettes en épis courts.

## Répartition
Littoral de l'Océan Atlantique (Bretagne, Espagne, Portugal, Madère, Canaries et Maroc).

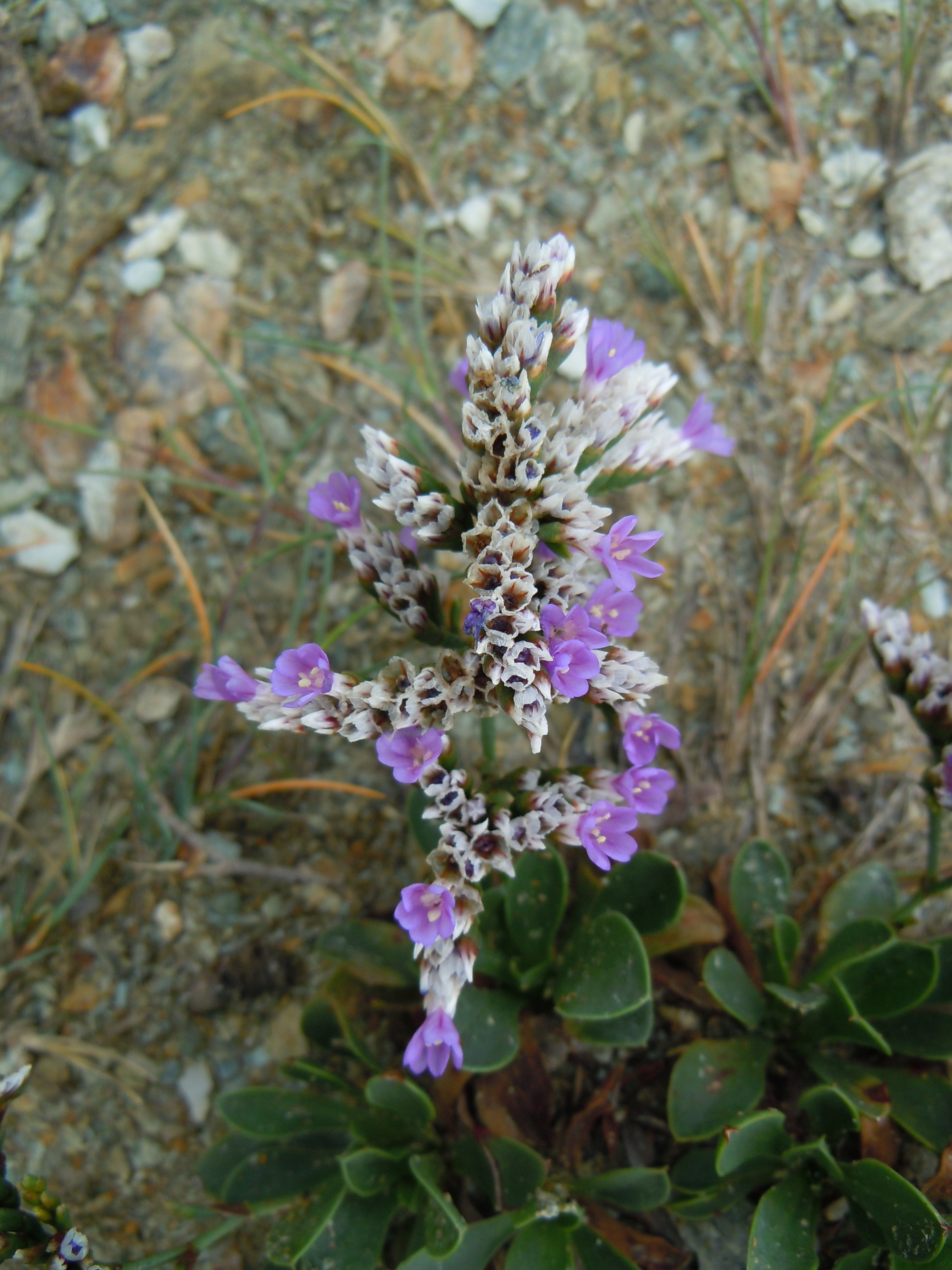
Inflorescence en corymbe
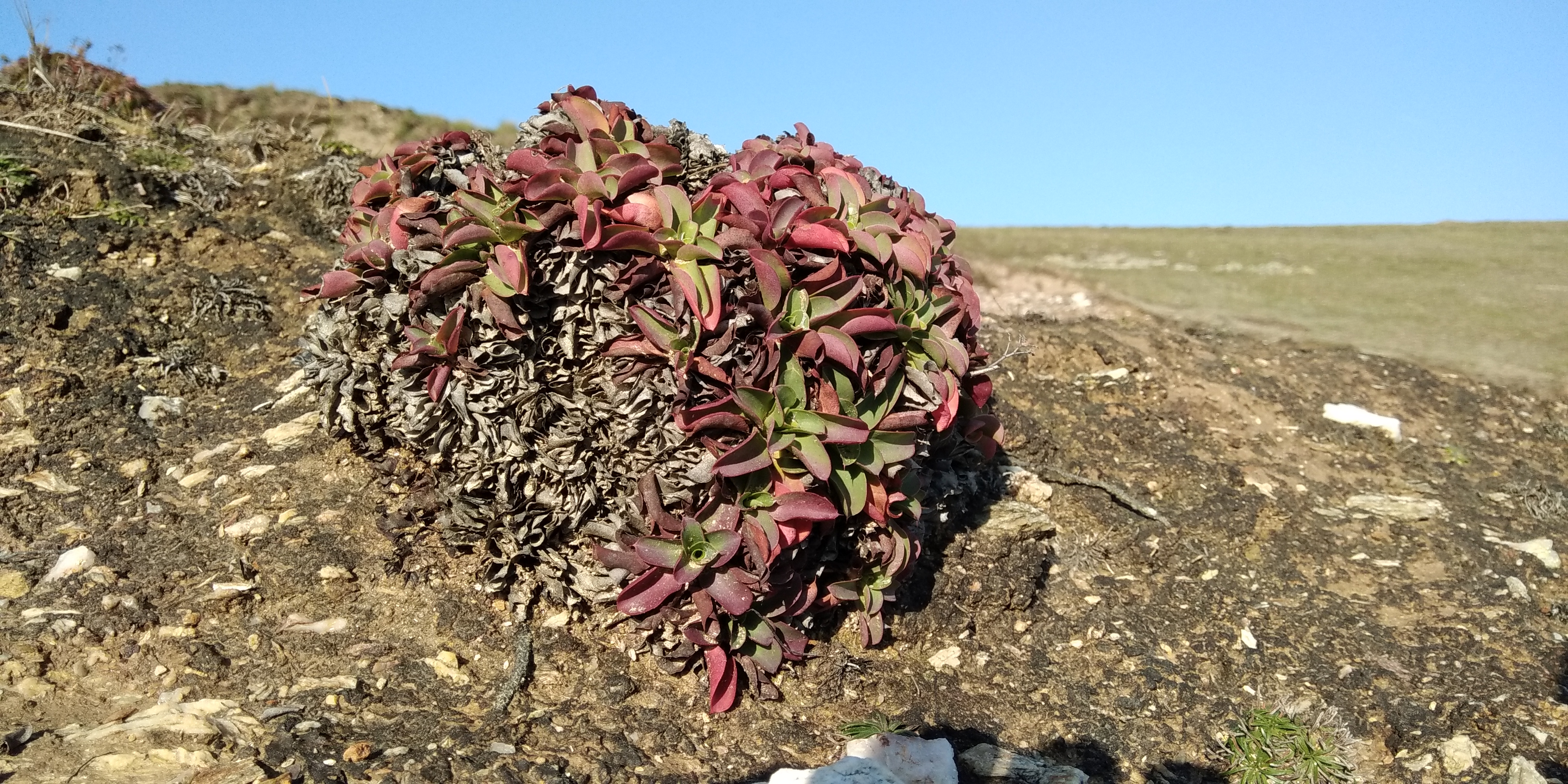
Massif de feuilles en hiver
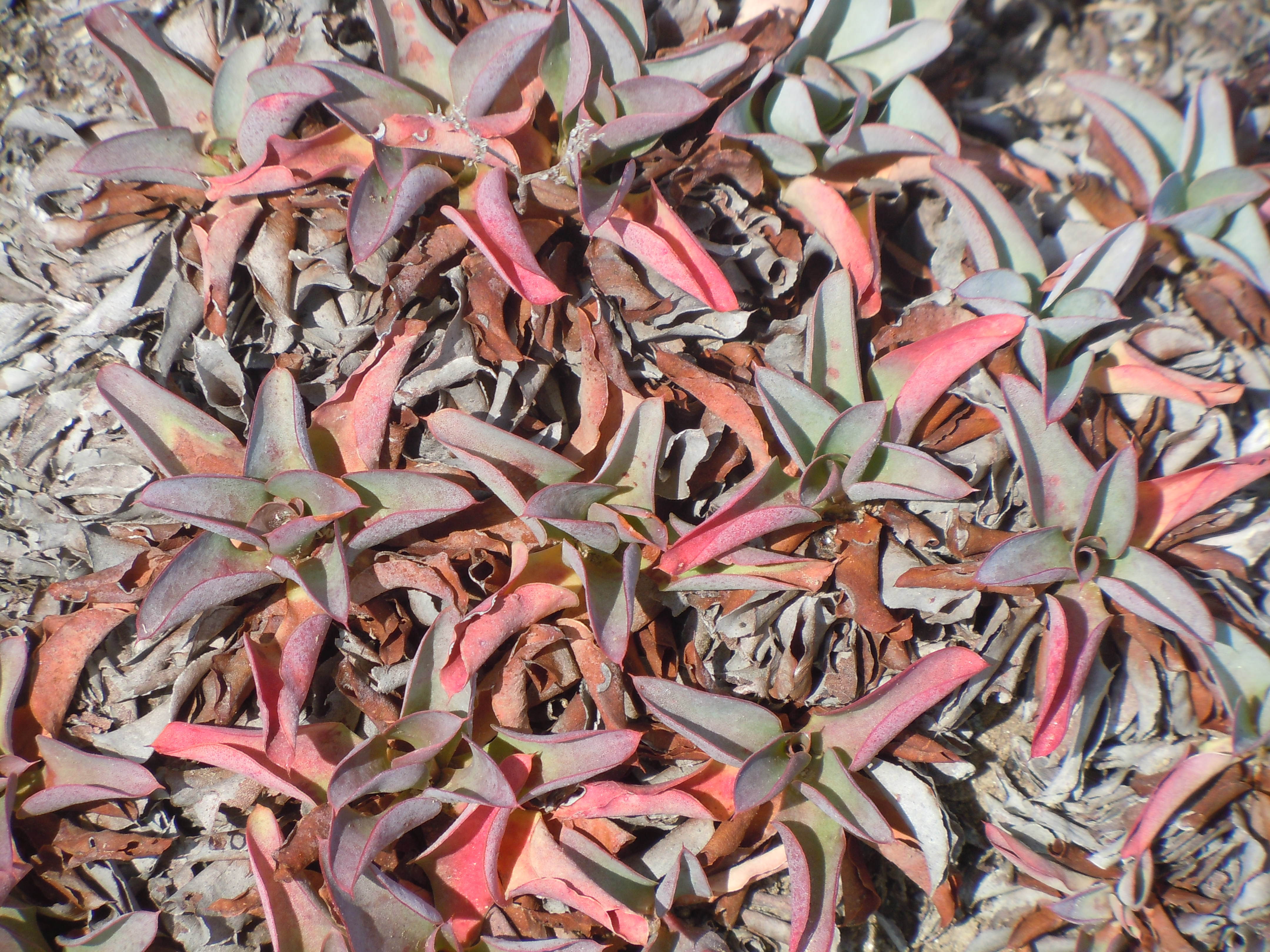
Détail des feuilles en rosette en hiver